# Schloss Ottenhofen
Das Schloss Ottenhofen besteht aus den Überbleibseln des ehemaligen Hofmarkschlosses in der Gemeinde Ottenhofen im oberbayrischen Landkreis Erding. Es hat die Adresse Am Schloßberg 10, 12.

## Geschichte

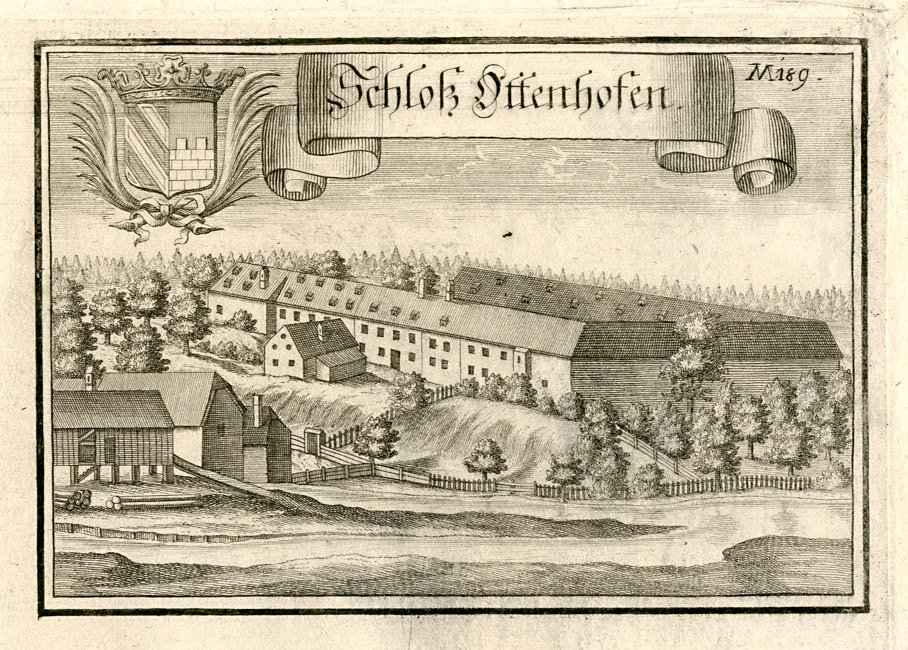
Schloss Ottenhofen (um 1750)

In den Freising’schen Chronika, die um 1700 erstellt wurden, wird der Ort Ottenhofen als „Outinhuni“ in Zusammenhang mit einer Schenkung im Jahre 1083 erwähnt. Der Name könnte „an“ oder „vor den Hügeln“ bedeuten. Aus dem Adelsgeschlecht der Ottenhofer ist aus den Berichten aus dem 11. Jahrhundert Ezzo von Outanhouen oder Ezzo de Outanoven (1078–1085) bekannt. Die Ottenhofer waren 500 Jahre die Herren der offenen Hofmark Ottenhofen, deren Sitz eine Burg war, die erstmals 1456 urkundlich erwähnt wird. Von ihr ist der Keller mit Kreuzgrat- und Tonnengewölbe erhalten. Hier finden sich noch spätgotische Backsteinpfeiler und historische Putzflächen. Erben waren die Eßwurm, die sich im 16. Jahrhundert Eßwurm von Ottenhofen nannten. Die Burg wurde im Dreißigjährigen Krieg zerstört. Die Grafen von Rivera kauften das auf dem Standort der Burg errichtete Schloss 1689, das wahrscheinlich bereits um 1700 das Türmchen hatte. Ab 1709 gehörte das Schloss den Grafen von Perusa. Der bayerische Hofvizepräsident Karl Felix Graf von Perusa ließ es ausbauen und 1760 einen Rokoko-Teepavillon daneben aufstellen, der auch heute noch existiert. Das Schloss gehörte noch bis 1821 den Grafen von Perusa, dann gab es keinen direkten männlichen Erben mehr und ein entfernter Verwandter aus der savoyischen Linie der Perusa übernahm Ottenhofen. Der französischsprachige Baron de la Perous, der sich „Franz Josef“ nennen ließ, verschönerte das Schloss weiter und baute einen Springbrunnen mit Becken im Schlossgarten. In dem Brunnen ertrank sein Sohn und Erbe Henrikus Carolus Felix. In den folgenden Jahren folgten zehn weitere Besitzer der Hofmark mit dem Schloss. In der Folgezeit wechselten die Besitzer häufig. Unter diesen finden sich viele Brauereibesitzer. Zum Beispiel kaufte 1895 der Brauereibesitzer Matthias Brenner aus Markt Schwaben das Gut samt zugehöriger Brauerei, die aber schon drei Jahre später geschlossen wurde. Das Schloss wurde schließlich bis auf den Südflügel abgerissen. 1954 wurde der Schlossrest Eigentum der Gemeinde Ottenhofen, die darin vier Wohnungen einrichtete. Zuvor wurden die Räume im Erdgeschoss als Lager- und Wirtschaftsräume verwendet.

## Beschreibung

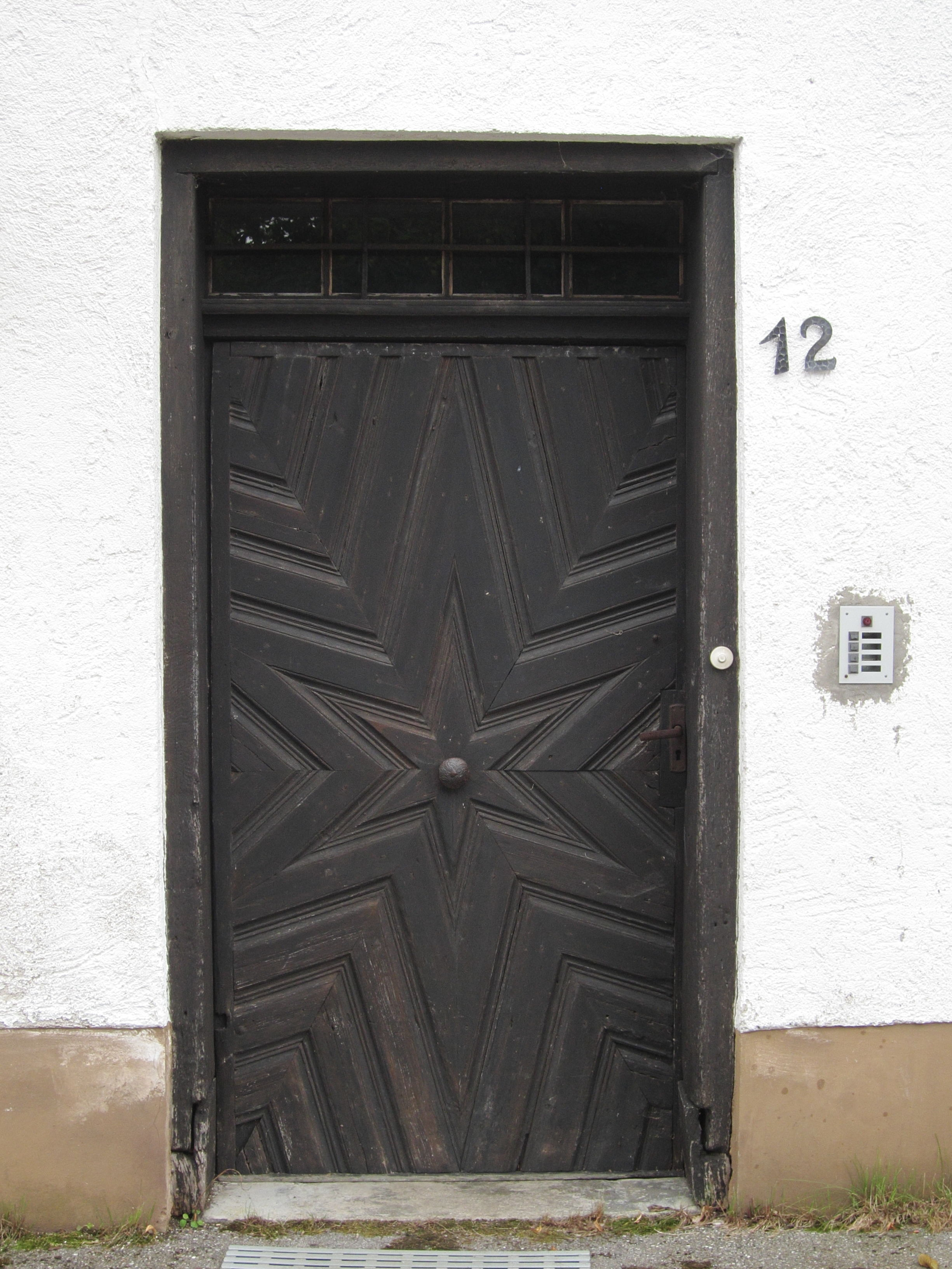
Eine der zwei aufgedoppelten Türen des 18. Jahrhunderts am Südflügel

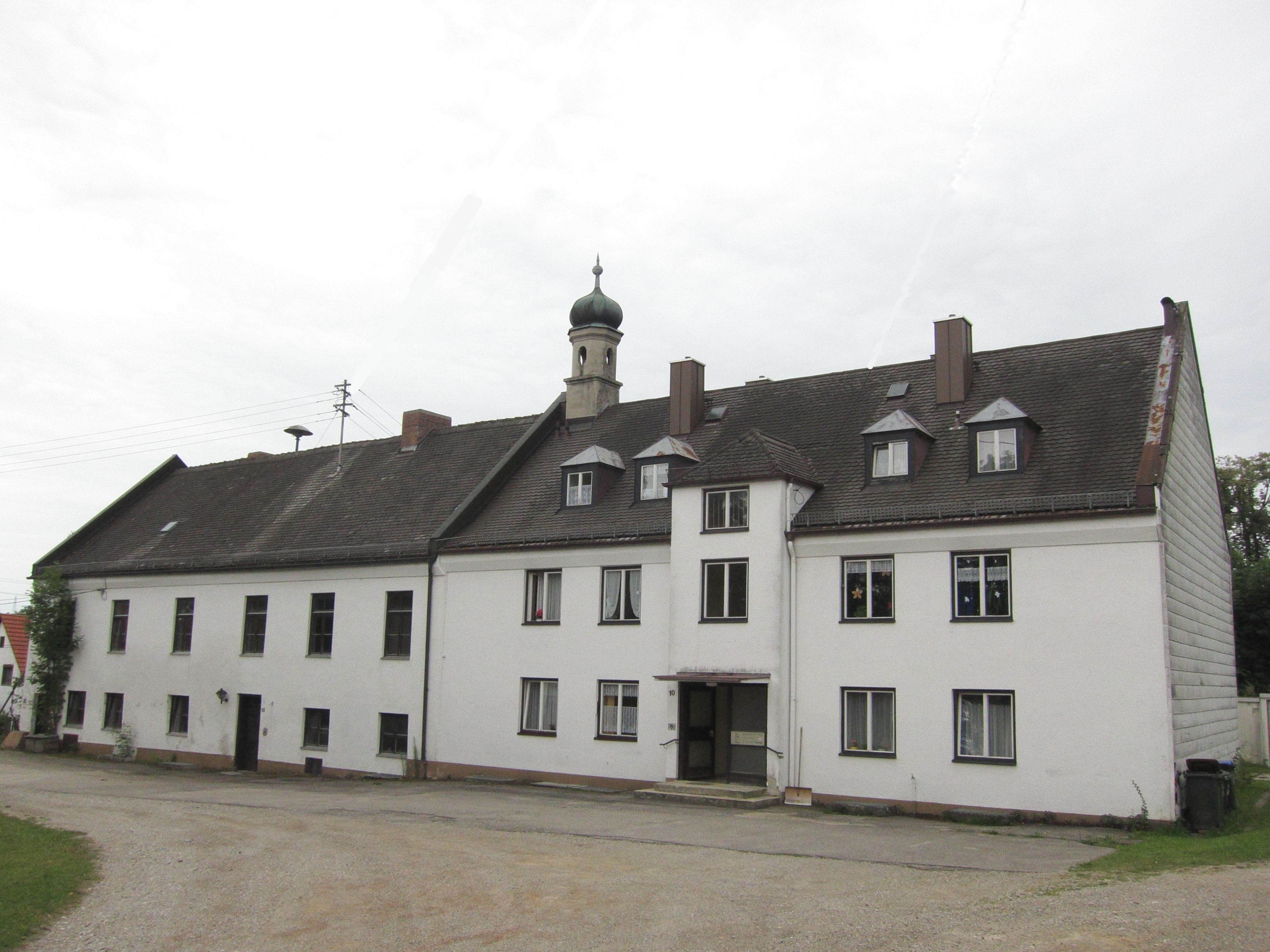
Schloss Ottenhofen (2012)

Von der ursprünglichen U-förmigen Anlage ist nur noch der Südflügel erhalten, ein zweigeschossiger Satteldachbau mit Dachreiter, gegliedert in sechs Fensterachsen, und zwei aufgedoppelten Türen des 18. Jahrhunderts. Das Gebäude ist 22,16 Meter lang und 10,63 Meter breit und hat eine Nutzfläche von 780 Quadratmetern. Der Kern stammt aus der Zeit um 1700. Anfang September 1967 riss man vom Südflügel den Teil mit dem ehemaligen Brauhaus und den Maltrakt ab und errichtete stattdessen einen Anbau mit mehreren Wohnungen. Das „reizende“ Dachreitertürmchen mit Zwiebelhaube, das als Wahrzeichen des Gebäudes galt, wurde zuvor abgetragen und auf dem Neubau wieder aufgesetzt. Es sollte „beredtes Zeugnis über die weiteren Herren von Ottenhofen ablegen“. Auch versuchte man die Fassade des Neubaus ähnlich zu gestalten.

## Heutige Nutzung
Der Südflügel steht heute unter Denkmalschutz, benötigt aber eine Gesamtsanierung, weswegen die Gemeinde aus Kostengründen das Schloss 2017 an eine Genossenschaft verkaufte. Nach der Sanierung sollen wieder Wohnungen im Schloss entstehen.